# Марусино (Башкортостан)
Мару́сино (баш. Марусин) — деревня в Чишминском районе Республики Башкортостан Российской Федерации. Входит в состав Аровского сельсовета.

## География
Находится у истока речки Амбур, впадающей в реку Казияз. Расстояние до:
- районного центра (Чишмы): 13 км,
- центра сельсовета (Арово): 6 км,
- ближайшей ж/д станции (Чишмы): 17 км.

## История
Деревня основана не позднее 1879 года на землях Караякуповской волости Уфимского уезда Уфимской губернии.
В 1895 году — деревня Марусина Караякуповской волости I стана Уфимского уезда, при озере Каменно-Рыбное. Имелась часовня. По описанию, данному в «Оценочно-статистических материалах», деревня находилась на равнине, в полях было два озера. Земля находилась в одном участке, селение — на юго-востоке участка. Каждый домохозяин владел землёй соразмерно внесённой им при покупке сумме денег. Лес был на низменном месте, в одном участке. Почва — супесчаная. У шести домохозяев имелось 292 колоды пчёл, однако пчеловодство сильно падало.
По данным подворной переписи, проведённой в уезде в 1912—13 годах, деревня Марусина (Марусинский) входила в состав Марусинского сельского общества Караякуповской волости. Надельной земли не было; 22 хозяйства купили товариществом и единолично 579,66 десятин земли (из неё 47,85 десятин сдано в аренду 10 хозяйствами), также 6 хозяйств арендовали единолично у крестьян 28,10 десятин. Посевная площадь составляла 235,53 десятины, из неё 106 десятин занимала рожь, 46,75 — пшеница, 26,75 десятин — греча, 23,15 — овёс, 15,65 — полба, 12,85 — просо, 1,96 — картофель и 2,42 десятины — другие культуры (конопля, лён и горох). Из скота имелась 79 лошадей, 121 голова крупного рогатого скота, 565 овец и 85 свиней, также 4 хозяйства держали 69 ульев пчёл. Промыслами не занимались.
После укрупнения волостей в 1923 году деревня вошла в состав Чишминской волости Уфимского кантона Башкирской АССР. 20 августа 1930 года произошло районирование Башкирской АССР, и деревня вошла в состав Чишминского района. По переписи 1939 года — деревня Марусино в составе Ново-Троицкого сельсовета Чишминского района.
По данным на 1952 год — в составе Кляшевского сельсовета. В советский период деревня была 4-й бригадой колхоза «Родина», здесь располагались колхозные конюшни и свиноферма. По переписи 1959 года и далее — деревня в составе Аровского сельсовета Чишминского района.

## Население
| Год     | Методика              | Жителей | Мужчин | Женщин | Дворов | Преобладающие национальности/сословия                                                         | Источники            |
| ------- | --------------------- | ------- | ------ | ------ | ------ | --------------------------------------------------------------------------------------------- | -------------------- |
| 1895    | текущий учёт          | 113     | 56     | 57     | 17     | н/д                                                                                           | [ 5 ]                |
| 1902    | сведения земства      | н/д     | 67     | н/д    | 17     | крестьяне-собственники                                                                        | [ 14 ]               |
| 1905    | текущий учёт          | 141     | 73     | 68     | 19     | н/д                                                                                           | [ 15 ]               |
| 1912—13 | подворная перепись    | 175     | 94     | 81     | 22     | переселенцы-собственники из русских                                                           | [ 7 ]                |
| 1917    | с/х перепись          | 194     | н/д    | н/д    | 23     | все русские                                                                                   | [ 16 ] [ 12 ]        |
| 1920    | перепись              | 201     | 104    | 97     | 32     | н/д                                                                                           | [ 8 ]                |
| 1920    | перепись              | 255     | н/д    | н/д    | 32     | 28 дворов русских с 226 жителями, 3 двора белорусов с 23 жителями, 1 двор мордвы с 6 жителями | [ 17 ]               |
| 1925    | подготовка к переписи | н/д     | н/д    | н/д    | 33     | н/д                                                                                           | [ 8 ]                |
| 1939    | перепись              | 338     | 180    | 158    | н/д    | н/д                                                                                           | [ 10 ]               |
| 1959    | перепись              | 226     | 91     | 135    | н/д    | русские                                                                                       | [ 13 ] [ 18 ]        |
| 1970    | перепись              | 146     | 60     | 86     | н/д    | русские                                                                                       | [ 19 ] [ 20 ]        |
| 1979    | перепись              | 61      | 24     | 37     | н/д    | русские                                                                                       | [ 21 ] [ 22 ]        |
| 1989    | перепись              | 21      | 6      | 15     | н/д    | русские                                                                                       | [ 23 ] [ 24 ] [ 25 ] |
| 2002    | перепись              | 18      | 9      | 9      | н/д    | русские (44 %)                                                                                | [ 24 ] [ 26 ]        |
| 2010    | перепись              | 8       | 5      | 3      | н/д    | н/д                                                                                           | [ 27 ]               |
| 2021    | перепись              | 2       | н/д    | н/д    | н/д    | все русские                                                                                   | [ 28 ]               |

## Инфраструктура
Централизованное водоснабжение отсутствует. К северо-западу от деревни имеется кладбище площадью 0,49 га и заполненностью 78 %. Действует КФХ «Агли», обладающее фермой и складским помещением. Застройка представлена домами усадебного типа с участками. В деревне две улицы (Центральная и Лесная) общей протяжённостью 4,3 км.

### Комментарии
1. ↑  По официальным данным переписи.
2. ↑  По данным современного подсчёта по сохранившимся подворным карточкам.
3. ↑  Вместе с близлежащими хуторами.